# Červené eso
Červené eso byl pražský kabaret, založený Josefem Antonínem Hášou, administrativním ředitelem a spolumajitelem Osvobozeného divadla, otevřený dne 30. září 1932 v sále paláce ČTK (později Divadlo hudby) v dnešní Opletalově ulici v Praze 1. Jednalo se o levicovou scénu zaměřenou na politický kabaret.

## Soubor kabaretu
V souboru byli například populární komici Ferenc Futurista, Jára Kohout a R. A. Strejka, dále herci Josef Gruss, Václav Vaňátko, Saša Razov, Jarmila Lhotová, Ella Šárková a další. Režisérem byl dr. Bedřich Rádl. Atrakcí kabaretu byl dvanáctičlenný jazzový soubor, jehož dirigentem byl E. F. Burian. Burian také skládal hudbu, psal texty písní a sám i zpíval a režíroval. Byl angažován i černošský zpěvák A. O. Nier, v orchestru hrál mj. pianista Sláva Eman Nováček a dramaturgem orchestru byl Emanuel Uggé. Hlavním výtvarníkem byl Antonín Heythum. Kabaret býval otevřen až do tří hodin ráno. Hrálo se při stolovém zařízení. Nejnižší vstupné bylo 10 Kč.

## Program kabaretu
E. F. Burian se pokusil vytvořil z Červeného esa politický kabaret. Ředitel Háša nejdříve toto směrování odmítal, avšak Burian získal pro uvedený záměr satirika Karla Melíška, výtvarníka–architekta Františka Tröstera a dramaturga B. Milce a začal s nimi studovat politickou revue Všichni jsme na jedné lodi, aneb Loď živých, ke které sám napsal hudbu. Zazněla zde i píseň Chlupatý kaktus mám tak rád. Hra se setkala s příznivou kritikou ze strany levice, následně však bylo Červené eso bojkotováno ze strany měšťáckého obecenstva.
Za dobu své existence představil kabaret pouze tři programy:
- Karel Melíšek, Ferenc Futurista, Josef Gruss a kol.: Neseme
- Jára Kohout, Karel Melíšek: A la carte (premiéra 26. října 1932 [7])
- K. Melíšek, J. Kohout, J. Gruss: Loď živých, režie E. F. Burian (politická, sociálně kritická satirická revue o 30 obrazech se sociálně baladickými songy ve stylu exotické námořnické romantiky [8])

Nejúspěšnější byl třetí program – Loď živých (premiéra 2. prosince 1932), který měl osmdesát repríz , derniéra dne 31. ledna 1933.
Mezi častými návštěvníky kabaretu Červené eso byli např. Vítězslav Nezval, Géza Včelička, Egon Erwin Kisch, S. K. Neumann, Franta Sauer a Vladimír Šmeral.

## Zánik kabaretu
Kabaret zanikl na konci ledna roku 1933 z finančních důvodů.
Po jeho likvidaci herci kabaretu ještě vystoupili s některými úspěšnými scénami z Lodě živých v dubnu 1933 v Národním domě v Karlíně na akci dělnických ochotnických skupin.